# Crocidophora heterogenalis
Crocidophora heterogenalis là một loài bướm đêm trong họ Crambidae.